# Lauren Hemp
Lauren May Hemp (ur. 7 sierpnia 2000 w North Walsham) – angielska piłkarka, występująca na pozycji napastniczki w angielskim klubie Manchester City oraz w reprezentacji Anglii. Uczestniczka Mistrzostw Świata 2023 oraz Mistrzostw Europy 2022.

## Statystyki

### Klubowe
Na podstawie:
| Klub                 | Sezonów | Liga                    | Liga  | Liga   | Puchar krajowy | Puchar krajowy | Kontynentalne | Kontynentalne | Suma  | Suma   |
| Klub                 | Sezonów | Liga                    | Mecze | Bramki | Mecze          | Bramki         | Mecze         | Bramki        | Mecze | Bramki |
| -------------------- | ------- | ----------------------- | ----- | ------ | -------------- | -------------- | ------------- | ------------- | ----- | ------ |
| Bristol F.C.         | 2       | FA Women’s Super League | 24    | 9      | 2              | 1              | –             | –             | 26    | 10     |
| Manchester City F.C. | 6       | FA Women’s Super League | 94    | 36     | 37             | 18             | 13            | 4             | 144   | 58     |
|                      | Łącznie | Łącznie                 | 118   | 45     | 39             | 19             | 13            | 4             | 170   | 68     |

### Reprezentacyjne
Na podstawie:
| Mecze w reprezentacji na Mistrzostwach Świata 2023 | Mecze w reprezentacji na Mistrzostwach Świata 2023 | Mecze w reprezentacji na Mistrzostwach Świata 2023 | Mecze w reprezentacji na Mistrzostwach Świata 2023 | Mecze w reprezentacji na Mistrzostwach Świata 2023 | Mecze w reprezentacji na Mistrzostwach Świata 2023 | Mecze w reprezentacji na Mistrzostwach Świata 2023 | Mecze w reprezentacji na Mistrzostwach Świata 2023 |
| Lp.                                                | Data                                               | Miasto                                             | Przeciwnik                                         | Wynik                                              | Gole                                               | Inne                                               | Faza turnieju                                      |
| -------------------------------------------------- | -------------------------------------------------- | -------------------------------------------------- | -------------------------------------------------- | -------------------------------------------------- | -------------------------------------------------- | -------------------------------------------------- | -------------------------------------------------- |
| 1.                                                 | 22.07.2023                                         | Brisbane                                           | Haiti                                              | 1:0 (1:0)                                          |                                                    | 51'                                                | Faza grupowa                                       |
| 2.                                                 | 28.07.2023                                         | Sydney                                             | Dania                                              | 1:0 (1:0)                                          |                                                    |                                                    | Faza grupowa                                       |
| 3.                                                 | 01.08.2023                                         | Adelaide                                           | Chiny                                              | 6:1 (3:0)                                          | 26'                                                |                                                    | Faza grupowa                                       |
| 4.                                                 | 07.08.2023                                         | Brisbane                                           | Nigeria                                            | 0:0 (k. 4:2)                                       |                                                    |                                                    | 1/8 finału                                         |
| 5.                                                 | 12.08.2023                                         | Sydney                                             | Kolumbia                                           | 2:1 (1:1)                                          | 45+6'                                              |                                                    | Ćwierćfinał                                        |
| 6.                                                 | 16.08.2023                                         | Sydney                                             | Australia                                          | 3:1 (1:0)                                          | 71'                                                | asysta                                             | Półfinał                                           |
| 7.                                                 | 20.08.2023                                         | Sydney                                             | Hiszpania                                          | 0:1 (0:1)                                          |                                                    | 55'                                                | Finał                                              |

## Najważniejsze sukcesy
Na podstawie:

### Klubowe
Z Manchesterem City:
- Puchar Anglii 2018/19, 2019/20

### Reprezentacyjne
- Mistrzyni Europy 2022
- Wicemistrzyni świata 2023

## Odznaczenia
- Order Imperium Brytyjskiego V klasy (2023)[6]